# Laval-du-Tarn
Laval-du-Tarn [laval dy taʁn] (okzitanisch: La Val de Tarn) ist ein Dorf und eine Gemeinde mit 103 Einwohnern (Stand 1. Januar 2022) im südfranzösischen Département Lozère in der Region Okzitanien.

## Lage
Laval-du-Tarn liegt auf etwa 840 Metern Höhe ü. d. M. im Gebiet der Causse de Sauveterre im südlichen Zentralmassiv in der Region Cevennen in der historischen Landschaft des Gevaudan. Die nächstgelegene größere Stadt ist das etwa 33 Kilometer (Fahrtstrecke) nordöstlich gelegene Mende.

## Bevölkerungsentwicklung
| Jahr      | 1962 | 1968 | 1975 | 1982 | 1990 | 1999 | 2006 | 2018 |
| Einwohner | 206  | 202  | 163  | 136  | 136  | 109  | 107  | 95   |

Die Bevölkerungszahl stieg im 19. Jahrhundert von 335 auf 550 Personen an. Infolge des zunehmenden Wegfalls von Arbeitsplätzen durch die Mechanisierung der Landwirtschaft sank die Bevölkerung im 20. Jahrhundert kontinuierlich bis auf den derzeitigen Tiefststand.

## Wirtschaft
Traditionell spielt die Landwirtschaft und hier in erster Linie die Schafzucht die wichtigste Rolle im Wirtschaftsleben der Gemeinde. Seit den 1960er und 1970er Jahren ist der Tourismus in Form der Vermietung von Ferienhäusern (gîtes) als Einnahmequelle hinzugekommen.

## Geschichte
Wie die vielen – allerdings meist durch Naturkräfte zerstörten – Megalithgräber (Dolmen) beweisen, war das Gebiet bereits in der Jungsteinzeit besiedelt. Römer und Franken kümmerten sich nicht um die kargen Hochflächen im Südosten Frankreichs und so wird der Ort erstmals in einem Dokument von 1279 erwähnt; die kleine romanische Kirche entstand im 12. Jahrhundert; eine dauerhafte Pfarrei jedoch erst im Jahr 1308. Der Hundertjährige Krieg (1337–1453) und die Hugenottenkriege (1562–1598) gingen spurlos am Ort vorbei.

## Sehenswürdigkeiten

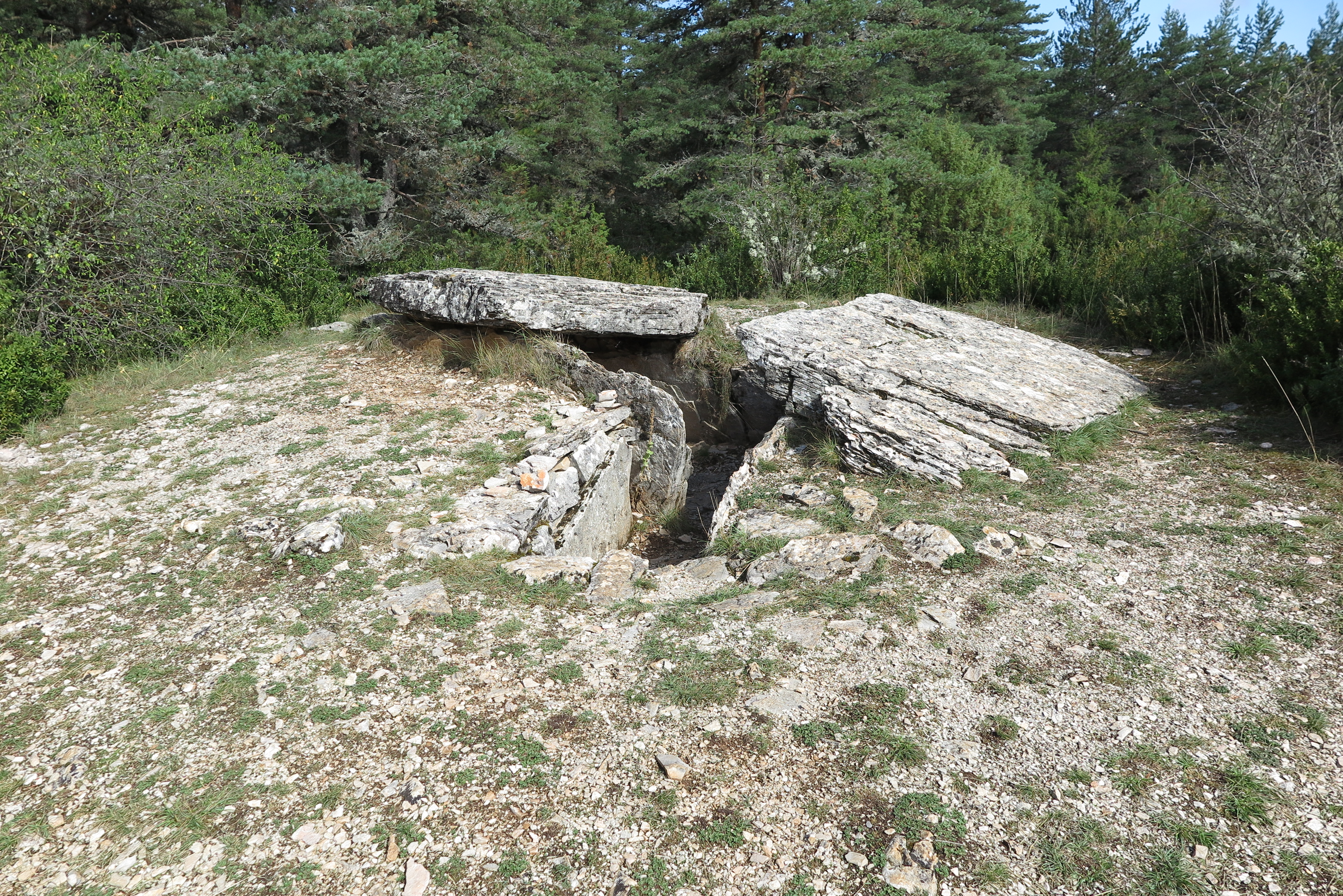
Dolmen de la cham

- Auf der Aire des trois Seigneurs genannten Anhöhe wurde ein relativ gut erhaltenes Megalithgrab entdeckt, welches ehemals von einem in seinen Grundmaßen noch erkennbaren Tumulus bedeckt war. Das Bauwerk und seine Umgebung, in der sich auch die Reste eines Steinkreises (cromlech) befinden, wurden im Jahr 1990 als Monument historique[1] anerkannt. Inzwischen ist ein Wanderweg ausgeschildert, der an einigen der insgesamt 18 Dolmen vorbeiführt.
- Die kleine Pfarrkirche (Église de la Nativité-de-la-Sainte-Vierge) ist eine der wenigen Bauten der Romanik im Département Lozère. Im 19. Jahrhundert erhielt sie einen neuen Turm und wurde verputzt.
- Herausragendes Bauwerk auf dem Gebiet der Gemeinde (44° 20′ 7″ N, 3° 21′ 33″ O) ist das im 15. Jahrhundert erbaute und weitgehend originalgetreu restaurierte Château de La Caze. Der Burgkomplex besteht aus einem Wohntrakt (corps de logis), der von unterschiedlich gestalteten Türmen eingefasst ist. Die Burg dient heute als Luxushotel und ist seit 1988 als Monument historique[2] eingestuft.
- Aus etwa derselben Zeit stammt die Domaine de Grandlac, ein befestigtes Herrenhaus (44° 24′ 22″ N, 3° 19′ 40″ O), welches im Jahr 1998 als Monument historique[3] anerkannt wurde.